# Кеј Ај Сојер (Мичиген)
Кеј Ај Сојер (енгл. K. I. Sawyer) насељено је место без административног статуса у америчкој савезној држави Мичиген.

## Демографија
По попису из 2010. године број становника је 2.624.
| Група             | 2000.    | 2010.         |
| Белци             | 0 (0,0%) | 2.179 (83,0%) |
| Афроамериканци    | 0 (0,0%) | 74 (2,8%)     |
| Азијати           | 0 (0,0%) | 14 (0,5%)     |
| Хиспаноамериканци | 0 (0,0%) | 102 (3,9%)    |
| Укупно            | 0        | 2.624         |